# Justizgebäude Hanau
Das Justizgebäude in Hanau wurde 1908 bis 1911 nach Entwürfen Paul Thoemers im Stil des Neobarocks erbaut und hat seitdem mehrfach bauliche Veränderungen erlebt. Noch heute dient es als Sitz des Land- und Amtsgerichts sowie der Staatsanwaltschaft Hanau.

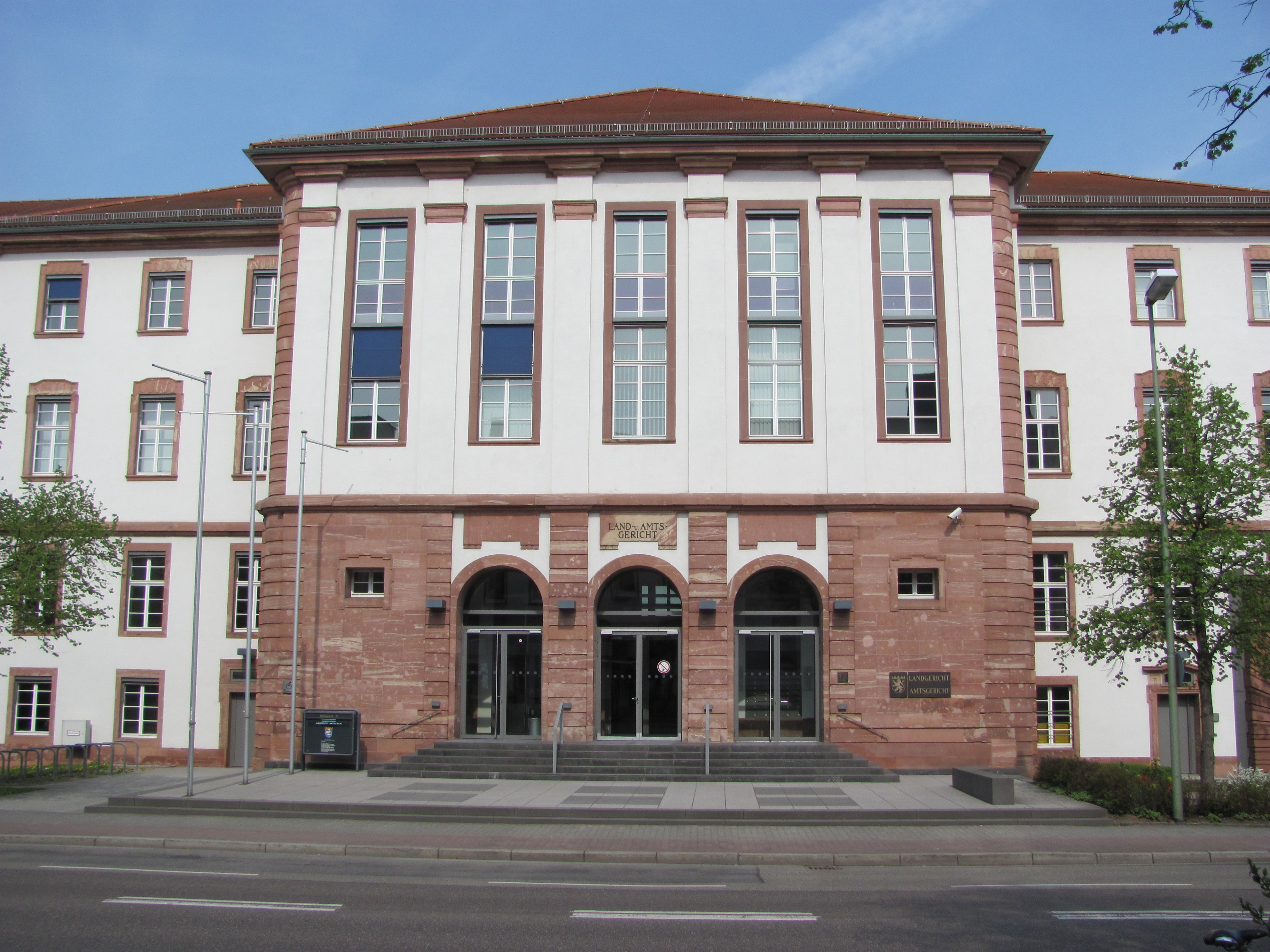
Haupteingang zur Nußallee hin

## Baugeschichte

### Vorgeschichte
Das Justizgebäude ersetzte ein Gerichtsgebäude aus dem Jahr 1842, das Im Bangert gelegen war, und zuletzt nur noch vom Landgericht Hanau genutzt wurde, sowie ein weiteres provisorisches Gerichtsgebäude am Neustädter Markt, das ehemalige Konsistorium, in dem das Amtsgericht Hanau untergebracht war. Das Gerichtsgebäude von 1842 war ein freistehender, dreigeschossiger Bau mit einem großen Sitzungssaal, der in seiner Höhe zwei Stockwerke einnahm. Dieses Gebäude wurde im Zweiten Weltkrieg zerstört.

### Bau
Planungen für ein neues, wieder gemeinsames Justizgebäude für beide Gerichte begannen Anfang des 20. Jahrhunderts. Die Stadt Fulda, die zum Bezirk des Landgerichtes gehörte, meldete Ansprüche darauf an, dass das Gericht dorthin verlegt würde. Hanau stach dieses Begehren aber durch ein großzügiges Entgegenkommen gegenüber dem preußischen Staat aus: Es stellte 1906 den Bauplatz, den überwiegenden Teil des ca. ein Hektar großen ehemaligen Deutschen Friedhofs, der 1846 aufgelassen worden war, eine Fläche von ca. 7000 m², kostenlos als Baugelände zur Verfügung, verpflichtete sich, den Rest als Park anzulegen, ihn zusammen mit den Grünflächen des Justizfiskus kostenlos zu pflegen und kaufte das Gerichtsgebäude von 1842 dem Staat darüber hinaus für 300.000 Goldmark ab, was dem doppelten seines Wertes entsprochen haben soll.
Begonnen wurden die Arbeiten am Justizgebäude im September 1908. Am 13. Oktober 1911 wurde das Gebäude seiner Bestimmung übergeben. Die Kosten für den Neubau beliefen sich auf 1 Mio. Mark.

### Wiederaufbau und bauliche Veränderungen

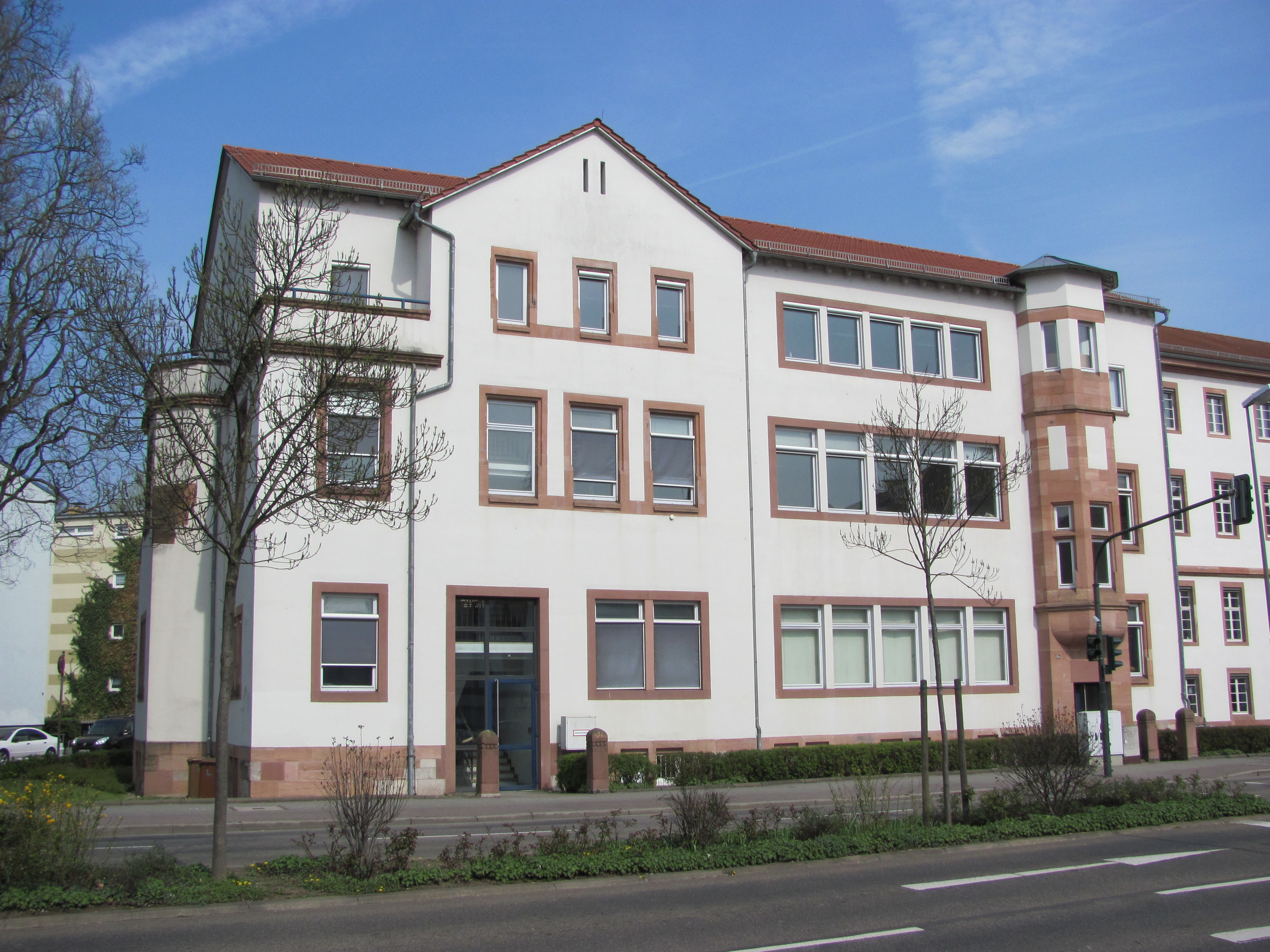
Ehemaliges Gemeindehaus der Wallonisch-Niederländischen Kirche, baulich gegenüber dem ursprünglichen Zustand stark verändert

Im Zweiten Weltkrieg wurde das Justizgebäude durch den Luftangriff auf Hanau am 19. März 1945 schwer beschädigt, danach in vereinfachten Formen wieder aufgebaut. Dies dauerte bis 1954, wobei vor der Währungsreform von 1948 ausreichend Geld, aber kein Baumaterial vorhanden war. Anschließend war es umgekehrt. Ergänzend wurde das angrenzende Gemeindehaus der Wallonisch-Niederländischen Kirche in die Anlage einbezogen. Es diente zunächst der Staatsanwaltschaft und beherbergte später das Grundbuchamt. Es wurde zu diesen Zwecken umgebaut und erhielt die Bezeichnung „Gerichtsgebäude B“, während der ursprüngliche Bau die Bezeichnung „Gerichtsgebäude A“ trug. Dem „Gerichtsgebäude A“ wurde im Jahr 1964 als Anbau ein Neubau angegliedert, der sich im hinteren Bereich westlich an den östlichen Flügel des Gebäudes anschloss. Ab 1994 wurden umfangreiche Renovierungs- und Instandsetzungsarbeiten durchgeführt.
Aufgrund des Raummangels mussten über lange Zeit eine Reihe von Abteilungen ausgelagert werden. Dazu zählten das Familiengericht, die Abteilungen für Insolvenzverfahren und Zwangsversteigerung sowie das Registergericht des Amtsgerichts. Der Anfang 2010 fertiggestellten Neubau des Gerichtsgebäudes C nahm alle diese ausgelagerten Dienststellen auf und zusätzlich noch das Arbeitsgericht Hanau, das aber zum 31. Dezember 2011 aufgelöst wurde.

## Gebäude

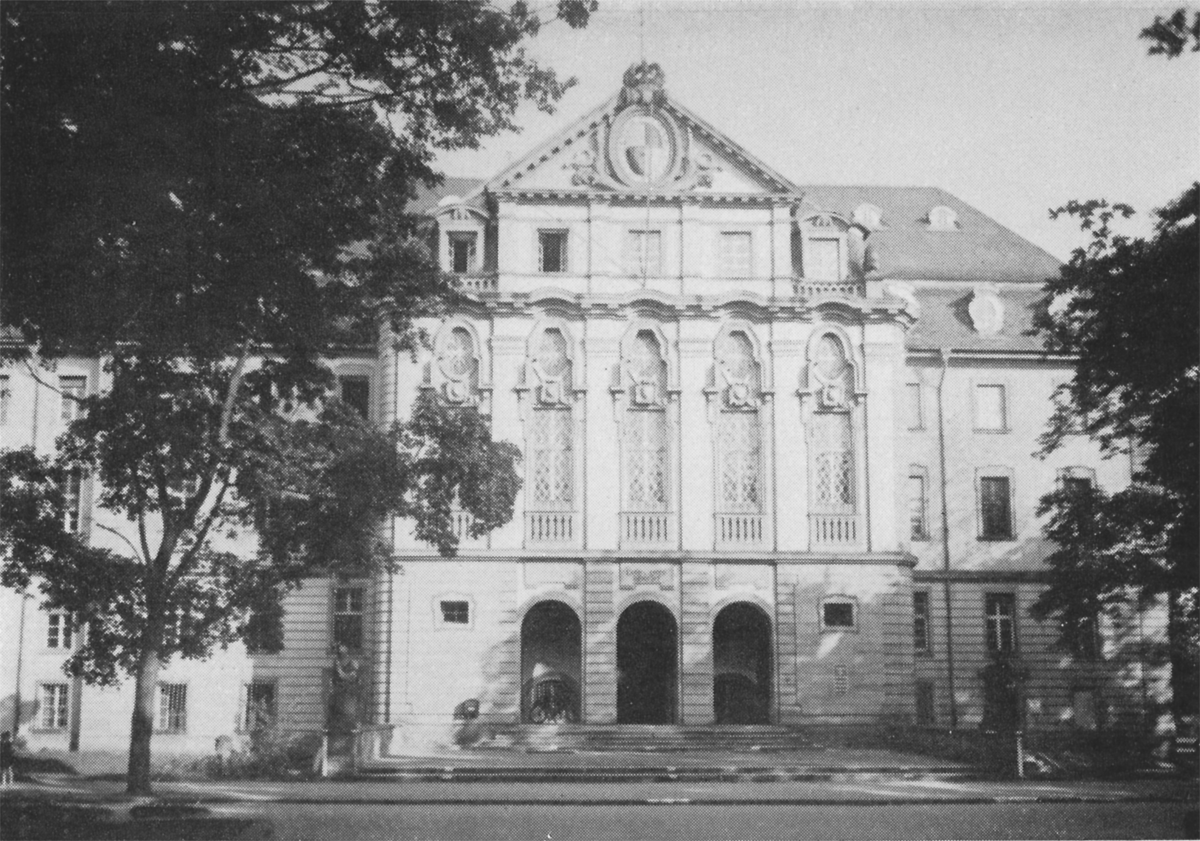
Ursprungs-Bauzustand vor 1940

Der erste Entwurf für die Bauten stammte von Paul Thoemer. Detailplanung und örtliche Bauleitung lagen bei Friedrich Bode. Im Ergebnis ähnelt das Landgericht Hanau in großen Zügen dem Berliner Kammergericht, ebenfalls ein Entwurf von Paul Thoemer.

### Stadtplanerische Situation
Das Baugelände war so groß, dass alle Gebäude, einschließlich eines Gerichtsgefängnisses bequem hier untergebracht werden konnten. Das Grundstück lag zwischen der Nußallee, der Katharina-Belgica-Straße, der Kinzig und dem Fischerhüttenweg. Die großzügig bemessenen Innenhöfe bildeten zugleich Reserveflächen für spätere Anbauten, zu denen es nach dem Zweiten Weltkrieg auch kam. Der Boden der Keller wurde auf Straßenniveau angelegt, da das Grundwasser wegen der Kinzig hier sehr hoch steht. Die hoch gelegenen Keller wurden durch Böschungen ausgeglichen. Es handelte sich um eine vierflügelige Anlage. Die repräsentative Seite des Justizgebäudes erstreckt sich entlang der Nussallee. Zusammen mit dem westlich ansetzenden Bürotrakt ist sie hier 54 m lang.
Das Gefängnis dagegen lag an der Katharina-Belgica-Straße, die sich leicht nach hinten krümmt, so dass es von vorne kaum auszumachen war. Es hatte ursprünglich Platz für 65 Gefangene und wurde für den Neubau des Gerichtsgebäudes C abgerissen. Städtebaulich beherrscht das Justizgebäude die Nussallee. Es fügte sich damit in eine Reihe, hauptsächlich staatlicher Einrichtungen, die entlang dieser Achse bestanden: Ausgehend vom Westbahnhof und der Hauptpost am Kanaltorplatz waren das die Reichsbankfiliale, das St. Vinzenz-Krankenhaus und das Landratsamt für den Kreis Hanau. Außerdem standen im Umfeld des Gerichtsgebäudes eine Reihe von Villen.

### Außenansicht

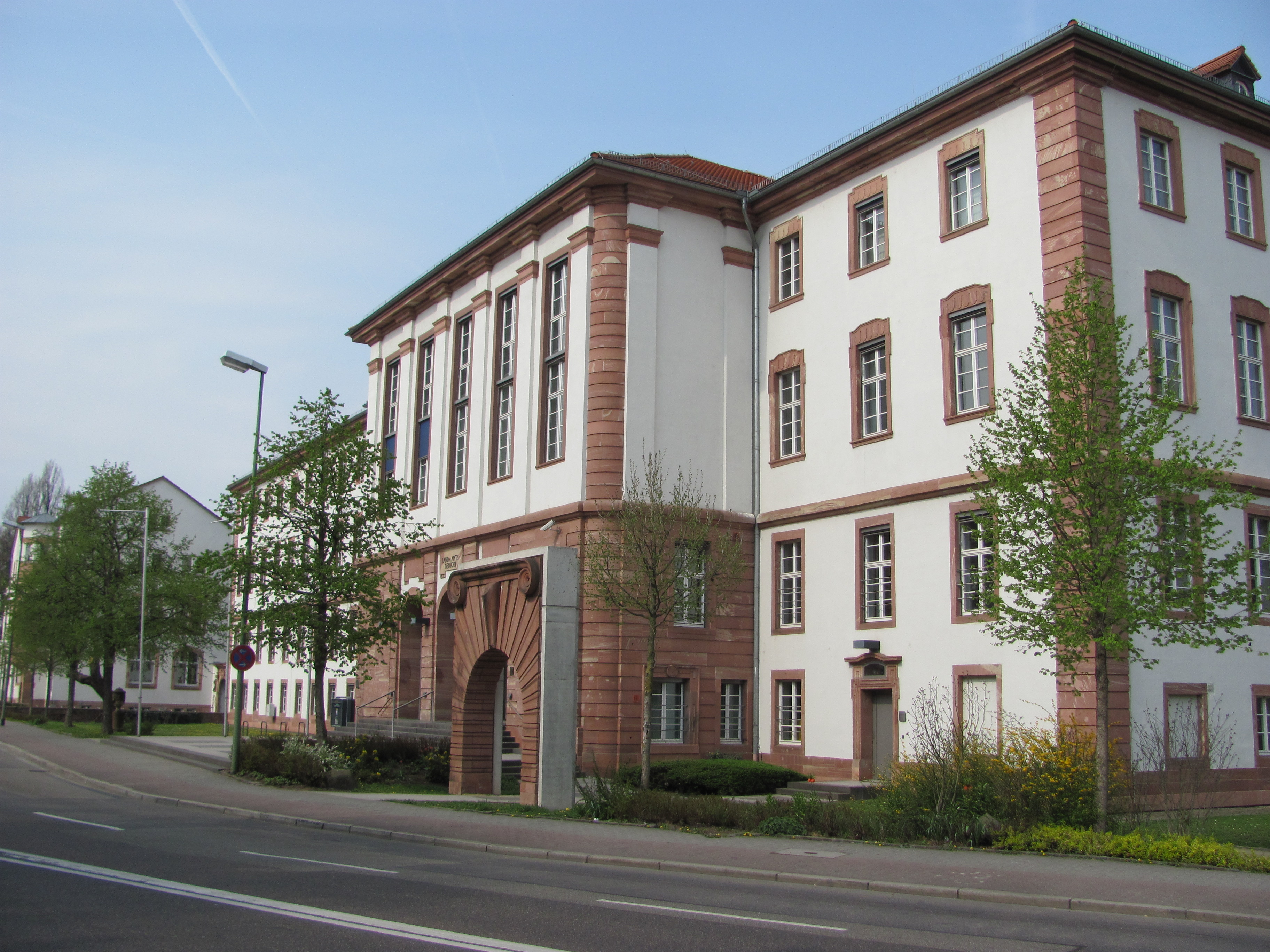
Hauptfassade zur Nußallee

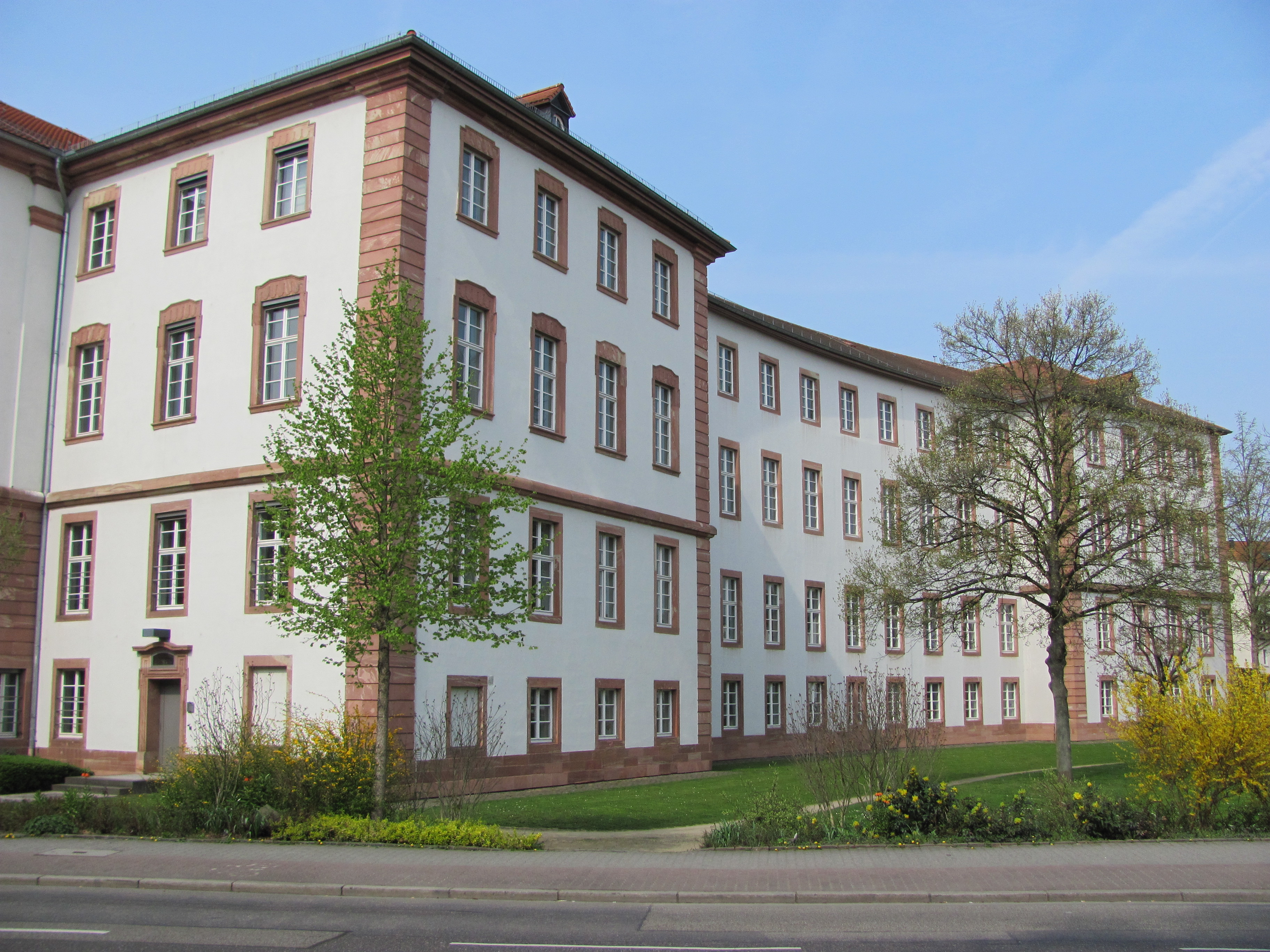
Nordflügel zum Deutschen Friedhof

Das Gebäude weist nach außen neobarocke Formen auf, im Innern dagegen einen eklektizistischen Stil-Mix zwischen Historismus und Jugendstilelementen. Es ist verputzt, die Kanten, Gewände und andere hervorgehobene Bauteile sind dagegen in rotem Buntsandstein aus der Gegend von Miltenberg errichtet.
Vom Hauptflügel zunächst im rechten Winkel nach Norden ausgehend ist ein einhüftiger Bürotrakt angesetzt, der eine deutliche konkave Krümmung nach Osten aufweist und in einem Pavillon endet. Die Ostfassade des Hauptgebäudes und der Pavillon wiederum bilden von Osten die Eckrisalite dieses Bürotrakts, der so zu einer zweiten Schaufassade wird. Sie rahmt zugleich den Park, der aus dem Rest des Deutschen Friedhofs und den hier aufgestellten historischen Grabmonumenten besteht. In der Zeit des Wiederaufbaus nach dem Zweiten Weltkrieg galt der Neobarock als Geschmacksverirrung, so dass auf die Wiederherstellung des entsprechenden Dekors weitgehend verzichtet wurde.

### Innengestaltung
Das repräsentative Hauptgebäude wird durch das Hauptportal erschlossen, hinter dem ein Vorraum mit einer Treppe folgt, die den Höhenunterschied zwischen Straßenniveau und Erdgeschoss überwindet. Darüber wölbt sich eine Kassettendecke aus Sandstein. Das Innere des Gebäudes beeindruckte zunächst durch das reich verzierte Haupttreppenhaus, rückwärtig im Mittelrisalit gelegen, das zum Teil farbig ausgemalt war. Die fünfarmige Treppe, ebenfalls weitgehend in dem roten Buntsandstein aus Miltenberg ausgeführt, führt um vier kannelierte Säulen zu den Obergeschossen. Da das Dach des Gebäudes beim Wiederaufbau nach dem Zweiten Weltkrieg flacher gestaltet wurde, hat das Treppenhaus dabei an Höhe verloren. Die Haupttreppe erschloss im ersten Obergeschoss den zentral gelegenen Schwurgerichtssaal über ein Portal, über dem als Halbfigur eine Justitia mit Gesetzbuch und Richtschwert als Relief prangte. Die Ausmalungen im Treppenhaus und im Schwurgerichtssaal wurden von Rudolf und Otto Linnemann ausgeführt.
Der drei Geschosshöhen einnehmende Schwurgerichtssaal war mit sehr dunklem Holz getäfelt und möbliert. Über ihm spannte sich eine schwere Kassettendecke aus Eichenholz. Beim Wiederaufbau nach dem Zweiten Weltkrieg wurde auf die ursprüngliche Einwölbung des Saals, die den Bereich des Dachgeschosses eingenommen hatte, verzichtet, beim letzten Umbau wurde der Saal durch eine Zwischendecke geteilt. Im Hauptgebäude finden sich auch alle anderen Sitzungssäle, der Saal des Schöffengerichts im Erdgeschoss, die Zivilkammern darüber und der Saal der Großen Strafkammer, der zweigeschossig sein Licht durch die Mansarden bezog. Den Saal der Großen Strafkammer überspannte ein Tonnengewölbe. Ein Teil der Wände war mit allegorischen Darstellungen und geometrischen Mustern bemalt, ebenfalls von den Brüdern Linnemann. Beim Wiederaufbau nach dem Zweiten Weltkrieg wurden die Formen im ganzen Gebäude dann stark vereinfacht. Die Konzentration der Sitzungssäle im Hauptgebäude diente auch dazu, den Besucherverkehr aus den übrigen Gebäudeteilen möglichst fernzuhalten: Die Zuhörer werden über einen eigenen Eingang und ein eigenes Treppenhaus durch das Gebäude geleitet. Die den Strafverfahren dienenden Sitzungssäle werden durch eine eigene, vom übrigen Verkehr strikt getrennte Zuwegung für die Angeklagten erschlossen.
Die Anlage ist ein Kulturdenkmal nach dem Hessischen Denkmalschutzgesetz.